# Anthene leocrates
Anthene leocrates är en fjärilsart som beskrevs av William Chapman Hewitson 1878. Anthene leocrates ingår i släktet Anthene och familjen juvelvingar. Inga underarter finns listade i Catalogue of Life.